# 彼得·文森迪
彼得·文森迪（英語：Peter Vincenti；1986年7月7日—）是一位澤西島足球運動員。在場上的位置是攻擊型中場或前鋒。他現在效力於英格蘭足球甲級聯賽球隊羅奇代爾。

## 榮譽
史提芬納治
- 英格蘭足總錦標：2008/09年；
- 英格蘭足球議會全國聯賽：2009/10年；

個人
- 聯賽每月無名英雄：2015年9月；

## 外部連結
- 足球数据库：彼得·文森迪的球员统计数据
- Peter Vincenti profile Rochdale AFC.co.uk